# حميد العلايا
حميد العلايا: إحدى مراكز محافظة محايل. تقع في شمال غرب المحافظة على مسافة 50 كيلاً، وجنوب غرب بارق على مسافة 30 كيلاً . ويقطنها 4785 نسمة.